# Pedro José Lobo
Pedro José Lobo Com I, Com IH (Manatuto, Timor-Leste, 12 de Janeiro de 1892 — Hong Kong, 1 de Outubro de 1965) foi um importante empresário, político, filantropo, funcionário público, músico, dirigente associativo e dinamizador cultural de Macau, sendo considerado um membro destacado da elite macaense da altura.
Como chefe da Repartição Central dos Serviços Económicos, Pedro José Lobo destacou-se durante a Segunda Guerra Mundial, na resolução do Incidente das Portas do Cerco (1952) e no comércio de ouro, que lhe permitiu enriquecer muito. Foi também proprietário e gestor da Companhia de Abastecimento de Água de Macau e fundador da Macau Air Transport Company (MATCO), em 1948. Ele destacou-se também no campo da cultura, sendo um grande mecenas e promotor da vida cultural, musical e artística de Macau. Foi ele que fundou a Rádio Vila Verde e o Círculo Cultural de Macau.
Em termos cívico-políticos, ele foi presidente do Leal Senado de Macau (1959-1964) e vogal da Santa Casa da Misericórdia. Em termos religiosos, ele foi um membro/congregado da Congregação de Nossa Senhora de Fátima, que reunia os devotos católicos locais a Nossa Senhora de Fátima.

## Biografia
No dia 12 de janeiro de 1892, nasceu Pedro José Lobo em Manatuto, no Timor-Leste. De nacionalidade portuguesa, era um mestiço luso-descendente ou macaense de Timor, com ascendentes malaios, chineses, holandeses e portugueses. O seu pai adoptivo era o advogado Belarmino Lobo, que nasceu em Goa no dia 21 de maio de de 1849 e faleceu em Díli no dia 9 de novembro de 1914. No dia 20 de outubro de 1917, o encarregado do governo em Timor, César Augusto Rocha de Abreu Castelo Branco exonera-o, "por pedir, do cargo de vogal da Comissão Municipal de Díli".
Ele estudou no prestigiado Seminário de São José, em Macau. No dia 16 de Outubro de 1920, Pedro Lobo casou em Hong Kong com Branca Helena Hyndman, que era filha de uma antiga família macaense radicada em Macau já no século XVIII e em Hong Kong nos primeiros anos da sua fundação. A família Hyndman, influente em Hong Kong, tem ascendência escocesa, portuguesa e asiática.
Com Branca Hyndman, ele teve 6 filhos: Marieta Hyndman Lobo, Olívia Maria Hyndman Lobo, Rogério Hyndman Lobo (ou Sir Roger Lobo), Natércia Hyndman Lobo, Orlando dos Passos Hyndman Lobo e Pedro Hyndman Lobo.

### Segunda Guerra Mundial
Durante a Segunda Guerra Mundial, Pedro Lobo, como chefe ou director da Repartição Central dos Serviços Económicos (também chamado de Repartição dos Serviços de Economia de Macau), teve que lidar e negociar com os japoneses, que na altura controlavam de facto esta colónia portuguesa oficialmente neutra, e resolver o desesperante problema da escassez de alimentos e outros bens de primeira necessidade. Prevendo que Macau iria ter este último problema, Pedro Lobo, representando o Governo de Macau, procedeu à nacionalização de todos os bens alimentares existentes nos estabelecimentos e armazéns privados de Macau. Esta nacionalização consistia em comprar a preço justo do mercado todos os bens alimentares necessários, como arroz, cereais e latas de conserva, e guardá-los em armazéns governamentais criados para o efeito. Porém, esta solução não conseguiu livrar Macau da fome a longo prazo, visto que muitas pessoas, principalmente os refugiados, não conseguindo suportar os preços cada vez mais astronómicos dos bens alimentares, acabaram por recorrer e esvaziar estas reservas públicas.
Com o agravar do problema, o Governo de Macau, encabeçado pelo Governador Gabriel Maurício Teixeira e representado por Pedro Lobo, teve que entregar aos japoneses tudo o que tinha de valor, incluindo navios, canhões e equipamentos de comunicação, em troca de bens alimentares. Assim, os japoneses conseguiram de facto controlar a actividade económica e política de Macau. Aliás, o coronel Sawa, um comandante da Kempeitai, era efectivamente o chefe sombra da Repartição dos Serviços de Economia de Macau, que era na altura liderada formalmente por Pedro Lobo.
Para gerir o comércio entre o Governo e os japoneses, estes últimos criaram a Companhia Cooperativa de Macau (CCM), que era uma empresa monopolista detida pelo Governo (33,3%), pelo exército japonês (33,3%) e por vários empresários ricos (33,3%), sendo que a maior parte deles eram oriundos de Hong Kong. Estes empresários, entre os quais se destacavam Sir Robert Ho Tung, conseguiram refugiar-se e transferir os seus negócios e bens para Macau, mesmo antes de Hong Kong ser ocupada pelos japoneses. Oficialmente, esta companhia monopolista era gerida por Pedro José Lobo, que era o delegado do Governo de Macau. Mas, de facto, ela é controlada pelos japoneses e servia os objectivos político-militares nipónicos de controlo da circulação dos bens de primeira necessidade em Macau.
Para além dos japoneses, a Companhia Cooperativa de Macau (CCM) satisfazia também os interesses dos seus accionistas empresários e dos especuladores, que conseguiram lucrar muito a curto prazo com a fome e falta de alimentos causada pela Guerra. Porém, o Governo de Macau, mais preocupado em manter a permissão japonesa da entrada de alimentos e em satisfazer as necessidades básicas da sua população, não importava que eles ganhassem muito dinheiro com isso. Contava-se que foi com este e outros negócios que Stanley Ho, que conseguiu uma posição de destaque na CCM por causa do seu tio-avô Robert Ho, e Pedro José Lobo enriqueceram.
Já quase no fim da guerra, no dia 16 de Janeiro de 1945, os depósitos de gasolina do Porto Exterior e vários pontos estratégicos de Macau foram bombardeados e metralhados por aviões norte-americanos, apesar de Macau ser oficialmente território neutro. Neste ataque aéreo, houve cinco mortos e vários feridos. A gasolina, destinada a ser naquele dia vendida aos japoneses em troca de arroz, foi toda ela incendiada. Pedro José Lobo, que era o negociador da troca e estava presente nos depósitos na altura do ataque, fugiu logo para o seu automóvel, que foi também perseguido e metralhado. Ele conseguiu sobreviver porque se atirou em terra, abandonando o carro.

### Comércio de ouro
Após a Segunda Guerra Mundial, o comércio de ouro tornou-se numa das mais importantes actividades económicas de Macau, isto porque Macau não estava na altura abrangido nos Acordos de Bretton Woods (1944). Estes acordos internacionais fixaram as taxas de câmbio e restringiram o comércio mundial de ouro, proibindo a importação de ouro para uso individual e estipulando que cada onça troy de ouro custava legalmente 35 dólares americanos.
Naquela altura, o lucrativo mas obscuro comércio de ouro, mais concretamente da sua importação, era efectivamente controlado por um grupo restrito de empresários de Macau ou de Hong Kong, entre os quais se destacavam Ho Sin Hang, Cheng Yu Tung, Y. C. Liang, Ho Yin e Pedro José Lobo , que enriqueceram bastante com isso e com a autorização do Governo de Macau. Com o seu envolvimento no comércio de ouro, Pedro Lobo tornou-se num dos homens mais ricos de Macau e do Extremo Oriente, na década de 50. Porém, nem todos os historiadores concordam que a concessão do monopólio do comércio de ouro tenha sido atribuída a Pedro Lobo. Além de ser empresário, ele controlava também a emissão e concessão de licenças de importação, incluindo as do ouro, visto que ele era na altura o chefe da Repartição Central dos Serviços Económicos de Macau. Com este controlo, Pedro Lobo conseguiu criar "um grupo de aliados fortes, que lhe davam informações, que lhe diziam o que é que se passava".
Na altura, contava-se que Pedro Lobo era o único cidadão de Macau que podia contrabandear ouro sem ser preso pelas autoridades. Este ouro era comprado em países que não aderiram aos Acordos de Bretton Woods (ex: Rússia e México) a um preço muito inferior ao valor-referência internacional estipulado pelos Acordos. O ouro era transportado de Hong Kong para Macau em todos os sábados por um hidroavião Catalina da Macao Air Transport Company (MATCO). Contava-se que a própria polícia ajudava a descarregar este ouro, que depois era vendido a preço-referência internacional (35 dólares por onça) em Macau, entrando no circuito oficial e dando assim um bom lucro para Pedro Lobo.
Pedro José Lobo também lucrou com a ligação aérea Macau-Hong Kong efectuada pelos hidroaviões da Macao Air Transport Company (MATCO), que foi fundada em 1948 por Pedro Lobo e pelos fundadores da Cathay Pacific. Na altura, esta companhia era a única que fazia a rota aérea Macau-Hong Kong e servia essencialmente para transportar o ouro de Hong Kong para Macau. Este ouro, que chegava a Hong Kong vindo de vários países diferentes, não podia ser comercializado em Hong Kong, porque esta colónia britânica estava abrangida naquela altura pelos Acordos de Bretton Woods. Devido a este facto, estabeleceu-se um eixo comercial Macau-Hong Kong, em que os empresários honcongueses, britânicos, franceses, suíços e americanos também participavam, usando assim Macau para "legalizar o [seu] negócio".
Devido à sua importância e riqueza, várias revistas e escritores dedicaram alguns artigos e páginas de livros a Pedro Lobo, como foi o caso da revista Life e do livro Thrilling Cities (1959) de Ian Fleming, que ficou mais conhecido por ser o criador de James Bond. Ian Fleming, que visitou Macau em 1959, chegou a entrevistar Pedro Lobo acerca do comércio de ouro e das suas impressões sobre Macau. Alguns autores afirmam que a figura de Pedro José Lobo serviu de base para a criação das personagens Goldfinger e Oddjob, que aparecem nas aventuras de James Bond.

### Incidente das Portas do Cerco
Em 1952, durante a governação de Joaquim Marques Esparteiro, teve lugar o Incidente das Portas do Cerco, que foi uma série de pequenos conflitos armados entre soldados portugueses e chineses nas Portas do Cerco, que era a fronteira terrestre entre Macau e a China continental. Naquela altura, esta fronteira ainda não estava bem definida, gerando assim confusões e disputas.
O Incidente foi causado principalmente pelo facto do Governo de Macau decidir, sob pressão do Governo de Portugal e dos Estados Unidos da América, aumentar o controlo de circulação de bens entre Macau e a República Popular da China, que naquela altura sofria um forte embargo ocidental. O Governo planeou constituir uma Comissão Coordenadora do Comércio, independente da elite sino-macaense, para exercer este controlo da circulação. Os conflitos armados intensificaram-se nos meses de Maio, Junho e principalmente em Julho, quando as autoridades chinesas impuseram unilateralmente um bloqueio às trocas comerciais e comunicações terrestres, fluviais e marítimas entre Macau e a China continental. Este bloqueio causou uma grande falta de bens básicos, principalmente de alimentos, em Macau.
Em Agosto, após intensas negociações por meio de intermediários diplomáticos locais, as autoridades de Macau e da China continental conseguiram resolver o incidente. Estes intermediários diplomáticos eram membros da elite sino-macaense local, entre os quais se destacavam Ho Yin, Ma Man-kei e Pedro José Lobo. Aliás, foi Pedro Lobo que conseguiu resolver o impasse das negociações, ao sugerir a apresentação do seu pesar pessoal pelo incidente, não comprometendo assim a administração portuguesa de Macau. Esta proposta foi aceite pelos chineses, que exigiam um pedido de desculpas por parte dos portugueses pelo sucedido. Assim, as autoridades portuguesas nunca precisaram de dar oficialmente desculpas pelo incidente, mas teve que pagar uma pequena indemnização às vítimas chinesas.
Este Incidente permitiu à República Popular da China continuar a utilizar Macau como porta de entrada de bens necessários e estratégicos mas proibidos pelo embargo ocidental. Segundo o historiador português Moisés Silva Fernandes, o acrescido estatuto que Pedro José Lobo e Ho Yin passaram a gozar depois do Incidente permitiram-lhes impedir, durante os dez anos seguintes, qualquer aumento dos impostos e taxas sobre o monopólio de ouro, que já foi concedido antes a Pedro Lobo e Ho Yin pelo Governo de Macau.
A importância de Pedro Lobo revelou-se também na grande influência que ele tinha na recém-criada Comissão Coordenadora do Comércio, que devia ser teoricamente independente da elite local. Aliás, antes do Incidente, o próprio Governador Esparteiro ordenou secretamente a Comissão de "manter uma íntima colaboração" com Pedro Lobo, porque ele "tem larga experiência do assunto e cujas indicações e conselhos lhe podem ser muito proveitosos", sendo estes apoios "indispensáveis para a boa marcha dos trabalhos da responsabilidade da Comissão".

### Cultura e artes
Sendo um grande apaixonado pela cultura e principalmente pela música, Pedro Lobo dirigia operetas e escreveu várias obras musicais, sendo algumas delas merecedoras de grandes elogios da Academia Musical de Lisboa. As suas composições musicais foram agrupadas em vários álbuns. Uma das suas composições mais importantes e famosas foi uma opereta em três actos, denominada de "Cruel Separação", que foi apresentada pela primeira vez ao público em 1950/1951.
Em 1950, Pedro Lobo fundou o Círculo Cultural de Macau (CCM), que pretendia "promover a divulgação da cultura artístico-literária, especialmente a portuguesa [...] e tornar Macau, sob todos os seus múltiplos aspectos, melhor e mais perfeitamente conhecida na Metrópole, nas restantes colónias portuguesas e em todos os pontos do mundo onde se fale a língua-pátria". Entre outras coisas, o CCM publicava mensal ou trimestralmente a revista cultural "Mosaico", que era escrita em português, chinês e inglês. Os principais colaboradores do "Mosaico" foram Graciette Batalha, padre Fernando Herberto Maciel, Henrique de Senna Fernandes, José Silveira Machado, Luís Gonzaga Gomes, capitão Pimentel Bastos, Lígia Pinto Ribeiro e António Nolasco. No fundo, as várias actividades patrocinadas e organizadas pelo CCM marcaram e enriqueceram a vida cultural de Macau nos anos 50 do século XX.

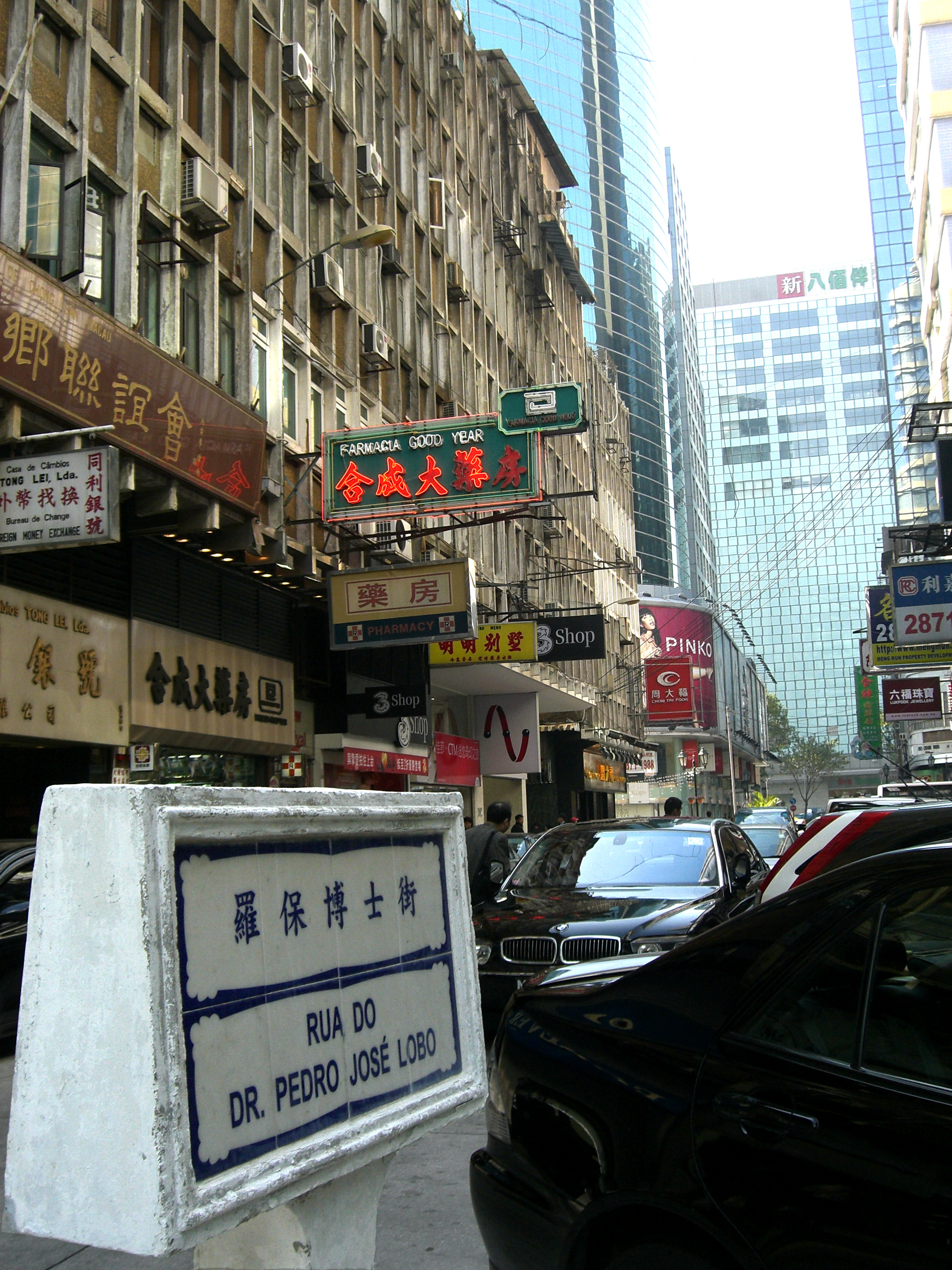
Rua do Dr. Pedro José Lobo, no centro de Macau.

Para além do Círculo Cultural de Macau, Pedro Lobo, sendo ele próprio um compositor, também apoiou e patrocinou a criação de uma delegação do Círculo de Cultura Musical em Macau. Em 1948 , 1950 ou 1952, ele criou e fundou a Rádio Vila Verde, cujos estúdios se localizavam numa propriedade privada dele. Financeiramente, esta estação de rádio, que emitia em cantonense, inglês e português, dependia exclusivamente do seu único proprietário, o Dr. Pedro Lobo, que ali investia mensalmente algumas dezenas de contos.

## Condecorações
Devido ao seu inestimável contributo para Macau, foi condecorado com o título de Cidadão Honorário de Macau pelo Leal Senado de Macau e com os títulos de Comendador da Ordem do Império Colonial (1952) e de Comendador da Ordem do Infante D. Henrique (1964) pelo Governo de Portugal. Ele recebeu também uma medalha de ouro por serviços distintos e relevantes em 1958. Foi baptizada também uma via pública com o nome de Rua do Dr. Pedro José Lobo.